# 畢用
畢用（1442年—？），字廷用，山東兖州府鉅野縣人，明朝政治人物。進士出身。

## 生平
山東鄉試第六十四名。成化二年（1466年）丙戌科會試第一百六名，殿試登進士第二甲第四十一名。成化九年任山西汾州知州。

## 家族
曾祖父畢通。祖父畢隆。父亲畢清。